# Stazione di Pignataro Maggiore
La stazione di Pignataro Maggiore è una stazione ferroviaria posta sulla linea Roma–Napoli via Cassino. È gestita da RFI ed è al servizio del comune di Pignataro Maggiore.

## Storia
La stazione venne inaugurata il 14 ottobre 1861, in concomitanza con l'inaugurazione della tratta tra Capua e Tora-Presenzano. Fino al 1926 era denominata semplicemente «Pignataro»; in tale anno assunse la nuova denominazione di «Pignataro Maggiore».
Era presente un sottopassaggio pedonale per raggiungere un'industria oggi dismessa, e quindi ora chiuso; è stato poi creato un nuovo sottopassaggio illuminato nel 2017, nel contesto dell'ammodernamento della stazione.

## Strutture e impianti
La stazione dispone di 3 binari per servizio viaggiatori, oltre a diversi binari tronchi usati per mezzi di servizio. Erano presenti altri binari, poi dismessi, ed uno scalo merci non più utilizzato.

## Movimento
La stazione è servita dalle relazioni regionali Trenitalia svolte nell'ambito del contratto di servizio stipulato con la regione Campania.
La stazione, al 2007, aveva un traffico giornaliero di 188 unità.

## Servizi
- Sala d'attesa